# عبد اللطيف عربيات
عبد اللطيف عربيات (1 ديسمبر 1933 - 26 أبريل 2019/ 21 شعبان 1440 هـ) سياسي وتربوي أردني كان رئيس مجلس النواب الأردني لثلاث دورات من عام 1990 إلى 1993م.

## الولادة والنشأة
ولد عبد اللطيف سليمان سالم عربيات في 1 ديسمبر 1933 في مدينة السلط بالمملكة الأردنية الهاشمية لعائلة تمتهن الزراعة ، والده هو سليمان سالم سليمان العيد ووالدته آمنة حسن الهواري الحياري لديه7 إخوة وأخت واحدة ، درس الابتدائية والإعدادية في مدرسة السلط الثانوية الوحيدة في الأردن وقتها.

## حياته العملية ومناصبه
- عمل منذ عام 1960 وحتى عام 1962 مدرسًا في كلية خضوري، وذلك خلال فترة إقامته في مدينة طولكرم الفلسطينية.[4][5]
- عضو في مجلس نقابة المهندسين الزراعيين الأول 1966 والثالث 1970 والرابع 1972.
- وعضو مجلس الأعيان الأردني من 1993-1997.
- ومنحه الملك حسين لقب معالي رغم أنه لم يتسلم أي حقيبة وزارية.
- ترأس جبهة العمل الإسلامي، قبل أن يتفرغ لمناصب اجتماعية وبيئية.
- كان أيضا عضوا في اللجنة الملكية للميثاق الوطني التي شكّلها الملك الراحل الحسين بن طلال عام 1990.
- عضو في اللجنة الملكية للأجندة الوطنية عام 2005.
- شغل منصب الأمين العام لمجمع اللغة العربية الأردني في المدة (1986-1989)، وكان عضواً عاملاً فيه منذ 1986 حتى وفاته.

## المؤهلات العلمية
- يحمل الدكتور عربيات درجة الدكتوراه في التربية من جامعة تكساس إيه آند إم عام 1974.
- درجة الماجستير من جامعة تكساس إيه آند إم عام 1967.
- درجة البكالوريوس في الهندسة الزراعية 1958 من جامعة بغداد.

## الوفاة
توفي يوم الجمعة 26 أبريل 2019 أثناء أدائه صلاة الجمعة.

## وصلات خارجية
- عبد اللطيف عربيات.. الوحدة والتوحيد، برنامج زيارة خاصة، قناة الجزيرة، 3 مايو 2008م
- الفقه الإسلامي السياسي المعاصر، برنامج الشريعة والحياة، قناة الجزيرة، 11 أكتوبر 1998م